# Brad Penrith
Brad Penrith (* 1965 in Windsor, New York) ist ein ehemaliger US-amerikanischer Ringer. Er war Vize-Weltmeister 1991 im freien Stil im Bantamgewicht.

## Werdegang
Brad Penrith begann als Jugendlicher mit dem Ringen. Während seiner High-School-Zeit gewann er dabei 1980 und 1981 bei regionalen Meisterschaften im freien Stil, dem Stil, in dem er sich ausschließlich betätigte, schon einige Wettkämpfe, u. a. wurde er 1981 Meister von New York in der Gewichtsklasse bis 45 kg Körpergewicht. Auch während seines Studiums an der Iowa State University war er erfolgreich. Dies gipfelte in dem Gewinn der US-amerikanischen Studentenmeisterschaft (NCAA-Champion) 1986 im Bantamgewicht. In den Jahren 1987 und 1988 belegte er bei dieser Meisterschaft hinter Billy Kelly und Jim Martin jeweils den 2. Platz im Bantamgewicht.
Brad Penrith gehörte in seiner Studentenzeit auch dem Iowa Hawkeyes Wrestling Club in Cedar Falls (Iowa) an. In den Jahren 1989, 1991 und 1993 wurde Brad Penrith auch US-amerikanischer Meister der AAU (Amateur Athletic Union) im Bantamgewicht.
Die internationale Karriere von Brd Penrith begann bei den Pan Amerikanischen Meisterschaften 1989 in Colorado Springs. Er gewann dort den Titel im Bantamgewicht vor Osmel Rodriguez aus Kuba u. Oscar Bairon Munoz aus Kolumbien. 1990 belegte er bei einem Welt-Cup-Turnier in Toledo (Ohio) hinter Ahmet Ak aus der Türkei und dem Russen Ruslan Karajew den 3. Platz.
1991 wurde Brad Penrith Sieger bei den Pan Amerikanischen Spielen in Havanna. Er besiegte dabei im Finale den starken Kubaner Alejandro Puerto Diaz, den Weltmeister von 1990. Auch bei der sich anschließenden Weltmeisterschaft in Warna war er in hervorragender Form und konnte sich bis in das Finale kämpfen. Dort unterlag er allerdings dem für die Sowjetunion startenden Weißrussen Sergei Smal nach Punkten.
1992 versuchte sich Brad Penrith für die Olympischen Spiele in Barcelona zu qualifizieren. Er scheiterte aber bei den sog. Trials an Kendall Cross. Im Jahre 1994 belegte er bei den Goodwill-Games in Sankt Petersburg im Bantamgewicht hinter Ismail Zurnacci aus der Türkei und Bagautdin Umachanow aus Russland einen guten 3. Platz.
Im Jahre 1996 scheiterte Brad Penrith dann wiederum bei dem Versuch, sich für die Olympischen Spiele in Atlanta zu qualifizieren. Er kam bei den Trials auf den 3. Platz.
Danach beendete Brad Penrith seine internationale Ringerlaufbahn. Er war schon seit Anfang der 1990er Jahre bei verschiedenen High Schools und Universitäten als Ringertrainer tätig. Seit dem 21. Juni 2000 ist er Cheftrainer an der University of Northern Iowa. Er hat dabei die dortige Ringermannschaft mit dem Namen Northern Iowa Panthers Wrestling Team zu einer der erfolgreichsten US-amerikanischen Universitätsmannschaften gemacht.

## Internationale Erfolge
(WM = Weltmeisterschaft, F = freier Stil, Ba = Bantamgewicht, damals bis 57 kg Körpergewicht)
- 1989, 1. Platz, Pan Amerikanische Meisterschaft in Colorado Springs, F, Ba, vor Osmel Rodriguez, Kuba, Oscar Bairon Munoz, Kolumbien u. Jorge Olvera, Mexiko;
- 1990, 3. Platz, Welt-Cup in Toledo (Ohio), F, Ba, hinter Ahmet Ak, Türkei u. Ruslan Karajew, Russland, vor Osmel Rodriguez u. Robert Dawson, Kanada;
- 1991, 1. Platz, Pan Amerikanische Spiele in Havanna, F, Ba, vor Alejandro Puerto Diaz, Kuba, Robert Dawson, Jorge Olvera u. Oscar Bairon Munoz;
- 1991, 2. Platz, WM in Warna, F, Be, hinter Sergei Smal, UdSSR, vor Oveis Mallahi, Iran, Kim Jong-oh, Südkorea, Tserenbaataryn Tsogtbajar, Mongolei u. Béla Nagy, Ungarn;
- 1992, 1. Platz, "Roger-Coulon"-Memorial in Carcassonne, F, Ba, vor Karo Simonjan, Armenien, Kim Jong-oh u. Buslovic, Ukraine;
- 1992, 4. Platz, Welt-Cup in Sankt Petersburg, F, Ba, hinter Bagautdin Umachanow, Russland, Ali Akbar Dodangeh, Iran u. Ismail Zurnacci, Türkei;
- 1994, 3. Platz, Goodwill-Games in Moskau, F, Ba, hinter Ismail Zurnacci u. Bagautdin Umachanow, vor Alejandro Puerto Diaz u. Kim Jong-oh

## Weblink
- Profil von Brad Penrith bei United World Wrestling

| Personendaten    | Personendaten            |
| ---------------- | ------------------------ |
| NAME             | Penrith, Brad            |
| KURZBESCHREIBUNG | US-amerikanischer Ringer |
| GEBURTSDATUM     | 1965                     |
| GEBURTSORT       | Windsor (New York)       |